# Fever Ray (álbum)
Fever Ray é o álbum de estreia de Fever Ray, pseudônimo de Karin Dreijer, integrante do grupo musical The Knife. Ele foi lançado em 12 de janeiro de 2009 pela Rabid Records. O álbum conta com quatro singles: "If I Had a Heart", "When I Grow Up", "Triangle Walks" e "Seven"

## Recepção da Crítica
Fever Ray foi elogiado pelos críticos musicais. No Metacritic, o álbum recebeu uma nota de 81, baseado em 27 análises. Graeme Thomson do The Observer descreveu o álbum como "um álbum surpreendentemente resoluto" que é "construído pelos mais puros ossos eletrônicos e trago à vida pelos vocais quase primitivos de Andersson, as músicas procuram por pulso espiritual entre a modernidade sem alma". Ian Mathers do PopMatters disse que o álbum "não é apenas tão bom quanto Silent Shout mas [também] é claramente parecido com o som que ela e seu irmão Olof produziram nessa gravação", concluindo, "Nada que Fever Ray faz é tão direto ou plano quanto uma música como 'Marble House' mas Fever Ray melhora pela redução de sons de alta frequência por ser uma experiência mais envolvente do que as últimas músicas citadas de Knife".